# 第6回マイルチャンピオンシップ
第6回マイルチャンピオンシップは、1989年11月19日に京都競馬場で開催された競馬競走である。オグリキャップがバンブーメモリーを抑え、優勝した。年齢は全て旧表記にて表記。

## レース施行時の状況
第100回天皇賞に敗れたオグリキャップの陣営は、第6回マイルチャンピオンシップと第9回ジャパンカップに連闘で出走することを表明した。また、この年の安田記念を優勝したバンブーメモリーは前哨戦のスワンステークスを優勝してこのレースに臨んだ。

## レース結果

### レース展開
ミリオンセンプーとトウショウマリオが逃げ、オグリキャップは5,6番手を、バンブーメモリーは8番手を追走した。第3コーナーでオグリキャップは馬群の外から前方への進出を試みたが進出のペースが遅く、第4コーナーでは前方へ進出するための進路の確保に手間取り、バンブーメモリーに先に直線進出を許し勝負あったかと思わせた。しかしゴール手前100mの地点から猛烈なスパートをかけ、ゴール直前でわずかにバンブーメモリーを交わして優勝した。

### 結果（上位5頭のみ）
| 着順 | 枠番 | 馬番 | 競走馬名         | 鞍上     | タイム | 着差  |
| ---- | ---- | ---- | ---------------- | -------- | ------ | ----- |
| 1    | 1    | 1    | オグリキャップ   | 南井克巳 | 1.34.6 |       |
| 2    | 3    | 4    | バンブーメモリー | 武豊     | 1.34.6 | ハナ  |
| 3    | 6    | 11   | ホクトヘリオス   | 柴田善臣 | 1.35.3 | 4馬身 |
| 4    | 4    | 6    | ルイジアナピット | 岡潤一郎 | 1.35.6 | 2馬身 |
| 5    | 8    | 15   | サンキンハヤテ   | 田島信行 | 1.35.8 | 1馬身 |

- ラップ

12.6-11.1-11.6-11.7-11.7-12-11.9-12
12.6-23.7-35.3-47.0-58.7-70.7-82.6-94.6

### 払戻金
| 単勝式 | 1   | 130円 |
| 複勝式 | 1   | 100円 |
| 複勝式 | 4   | 120円 |
| 複勝式 | 11  | 180円 |
| 枠連   | 1-3 | 180円 |

## エピソード
- オグリキャップの追い込みは競馬史に残るといわれるほど猛烈なもので、騎乗していた南井克巳は勝利騎手インタビューで号泣した。このときの心境について南井は、「なんて偉い馬なんだろうと思うと、どうしようもなく泣けてきた」と述べている。